# California Chrome
California Chrome (né le 18 février 2011) est un cheval de course Pur-sang américain qui a notamment gagné le Kentucky Derby, les Preakness Stakes et la Dubaï World Cup. Membre du Hall of Fame des courses américaines, il est élu cheval de l'année en 2014 et 2016 aux États-Unis.

## Carrière de courses
Élevé en Californie, California Chrome fait ses premiers pas en compétition sur l'hippodrome de Hollywood Park en avril 2013, terminant deuxième. Lauréat de son maiden trois semaines plus tard, il s'impose à nouveau durant l'été et se présente en septembre au départ de sa première course de groupe, le Del Mar Futurity, où il ne peut faire mieux que sixième. Décevant à nouveau à l'entrée de l'hiver, il se reprend en décembre à la faveur d'un changement de monte : c'est désormais Victor Espinoza qui devient son jockey attitré, et le cheval change de dimension. California Chrome aligne les victoires, remporte son premier groupe en mars de ses 3 ans, les San Felipe Stakes (Gr.2), puis se place parmi les favoris du prochain Kentucky Derby grâce à sa victoire impressionnante dans le Santa Anita Derby, avant lequel ses propriétaires avaient refusé une offre de 6 millions de dollars pour 51 % du cheval, offre supposant un changement d'entraîneur. Après la course, une nouvelle offre est rejetée, elle s'élevait cette fois à 10 millions de dollars. 

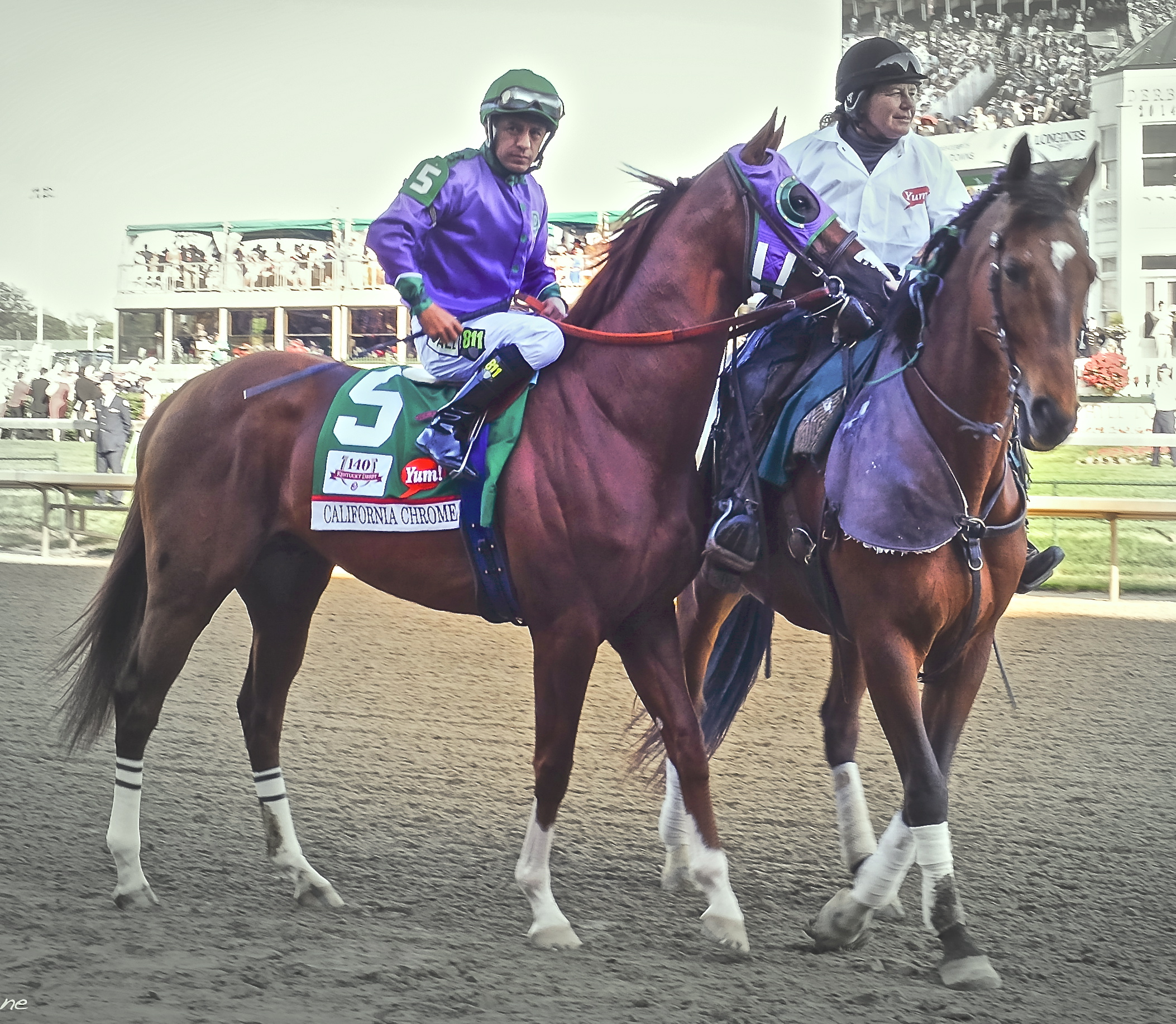
California Chrome lors du Kentucky Derby 2014

Jouissant d'une étonnante et forte popularité, incarnant le plus sérieux candidat de la Côte Ouest, California Chrome s'élance dans le Derby dans la peau du favori. Une victoire serait historique : depuis la création de la course en 1875, seuls trois poulains élevés en Californie l'ont emporté, le dernier en 1962. C'est avec une grande facilité que California Chrome devient le quatrième : il rallie le poteau au ralenti, avec deux longueurs d'avance sur ses poursuivants. Logiquement, il s'aligne ensuite au départ des Preakness Stakes, deuxième étape de la Triple Couronne américaine, et s'acquitte tout aussi facilement de sa tâche, devenant pour le coup le premier poulain californien à réussir le doublé Derby/Preakness. Le public et les nombreux admirateurs du champion attendent alors de lui qu'il devienne le premier cheval depuis Affirmed en 1978 à s'adjuger la Triple Couronne grâce à une victoire dans les Belmont Stakes à New York, une course au cours de laquelle il devra prouver sa tenue sur les 2400 mètres du parcours. Ultra favori de la course, il échoue toutefois dans sa quête, terminant quatrième ex-æquo après un parcours difficile, qui lui vaudra une légère blessure à la jambe.
Après sa campagne classique, Califiornia Chrome retourne sur ses terres californiennes, où il est soigné et mis au repos. Son retour à la compétition a lieu en septembre et se solde par un échec dans un groupe 2, où il connait encore un parcours malheureux. Néanmoins, son engagement dans le Breeders' Cup Classic à Santa Anita est maintenu, et l'attend un match avec un hongre de 3 ans invaincu, Shared Belief, qui n'a pu participer aux classiques du printemps pour cause de blessure et qui se retrouve bombardé favori. Mais ni l'un ni l'autre ne pourront s'imposer : à l'issue d'une formidable lutte à trois, c'est l'outsider Bayern, lointain neuvième des Preakness Stakes, qui l'emporte devant Toast of New York et California Chrome, vaincu d'un souffle ; Shared Belief termine lointain quatrième. Un mois plus tard, il retrouve cependant le goût de la victoire en s'adjugeant les Hollywood Derby Stakes, un groupe 1, et termine tout de même l'année, malgré quelques désillusions, avec le double titre de meilleur 3 ans et de cheval de l'année.
En 2015, après une course de rentrée qui s'est soldée par une deuxième place, California Chrome, chose rare pour un Derby-winner, se lance dans une campagne internationale début 2015. Il rejoint d'abord Dubaï et la Dubaï World Cup, où il doit s'avouer vaincu pour la victoire par Prince Bishop. Sa sortie suivante est programmée en juin dans les Prince of Wales's Stakes lors du meeting de Royal Ascot, où il est très attendu. Las, un abcès au pied contraint son entourage à déclarer le cheval non partant la veille de l'épreuve. Puis, en juillet, il doit renoncer à l'Arlington Million pour une blessure qui met en péril sa carrière. Néanmoins, il fait un retour gagnant en compétition en janvier 2016, après dix mois d'absence, à Dubaï, dans une course préparatoire à une nouvelle tentative dans la Dubaï World Cup. Cette fois, il ne trouve aucun concurrent pour lui barrer la route, et s'impose très brillamment (malgré un problème de selle durant le parcours), devenant le cheval le plus riche de l'histoire, avec plus de douze millions de dollars de gains. Sa victoire en août dans les Pacific Classic Stakes (devant la championne et triple lauréate de Breeders' Cup Beholder), considérée comme la meilleure valeur de sa carrière, lui vaut d'accentuer son leadership mondial, avec un rating FIAH de 133, tandis que Timeform lui décerne un excellent 135. Il continue sa route vers la Breeders' Cup Classic avec une nouvelle victoires dans les Awesome Again Stakes, ce qui lui permet de rester invaincu en six sorties en 2016. Dans le Classic, se dresse sur sa route Arrogate, son dauphin au classement mondial, un 3 ans tardif qui n'a pas participé aux classiques du printemps mais vient d'en ridiculiser deux des principaux protagonistes, Exxagerator et Creator (lauréats des Preakness Stakes et des Belmont Stakes), dans les Travers Stakes, remporté par 13 longueurs. La course se résume à un duel entre les deux chevaux (le troisième terminant à 10 longueurs), California Chrome mène la danse mais son jockey semble hésitant et, tardant à s'équilibrer, il cède sous l'attaque d'Arrogate, échouant une deuxième fois dans le Classic. Cette performance lui vaut un rating FIAH de 133, soit une livre de moins que son vainqueur du jour, mais les deux champions terminent premier et deuxième des bilans mondiaux en 2016. Surtout, elle lui permet malgré cette défaite de se voir sacré pour la seconde fois Cheval de l'année aux États-Unis, par 202 voix contre 40 à Arrogate.
Avant de rejoindre le haras, California Chrome doit faire ses adieux à la compétition dans une épreuve nouvellement créée, la Pegasus World Cup, qui a la particularité d'être l'épreuve la plus richement dotée au monde (12 millions de dollars), et dont les engagements ont été réglés un an à l'avance par les propriétaires, pour la modique somme d'un million de dollars la place au départ. California Chrome y retrouve son tombeur, Arrogate, mais le sort ne l'a pas épargné : le tirage des places à la corde lui octroie le 12, tout à l'extérieur, une place rédhibitoire sur les 1 800 mètres de Gulfstream Park, en Floride. California Chrome ne se sortira pas de ce piège, laissant Arrogate montrer qu'il est bien le meilleur cheval des États-Unis (et peut-être du monde), tandis qu'il termine lointain neuvième. Mais cette défaite n'entamera pas la popularité du champion, qui fut brièvement le cheval le plus riche de l'histoire (près de 15 millions de dollars de gains) avant d'être supplanté par Arrogate. Tous deux font d'ailleurs leur entrée en même temps au Hall of Fame des courses américaines, où ils sont admis en 2023.

### Résumé de carrière
| Date         | Hippodrome      | Pays        | Course                              | Statut      | Distance    | Jockey      | Place       | Écart       | Vainqueur ou deuxième |
| 2013, 2 ans  | 2013, 2 ans     | 2013, 2 ans | 2013, 2 ans                         | 2013, 2 ans | 2013, 2 ans | 2013, 2 ans | 2013, 2 ans | 2013, 2 ans | 2013, 2 ans           |
| ------------ | --------------- | ----------- | ----------------------------------- | ----------- | ----------- | ----------- | ----------- | ----------- | --------------------- |
| 26 avril     | Hollywood Park  | États-Unis  | Maiden                              |             | 900 m       | A. Delgado  | 2e / 9      |             |                       |
| 18 mai       | Hollywood Park  | États-Unis  | Maiden                              |             | 900 m       | A. Delgado  | 1er / 9     |             |                       |
| 16 juin      | Hollywood Park  | États-Unis  | Willard L. Proctor Memorial Stakes  |             | 1 100 m     | C. Nakatani | 5e / 9      |             | Kobe's Back           |
| 1er août     | Del Mar         | États-Unis  | Graduation Stakes                   |             | 1 100 m     | A. Delgado  | 1er / 7     | 2 ¾         | Moving Desert         |
| 5 septembre  | Del Mar         | États-Unis  | Del Mar Futurity                    | Gr. 1       | 1 400 m     | A. Delgado  | 6e / 11     |             | Tamarando             |
| 1er novembre | Santa Anita     | États-Unis  | Golden State Juvenile Stakes        |             | 1 600 m     | A. Delgado  | 6e / 9      |             | Better Bet            |
| 23 décembre  | Hollywood Park  | États-Unis  | King Glorious Stakes                |             | 1 400 m     | V. Espinoza | 1er / 6     | 6 ¼         | Life Is A Joy         |
| 2014, 3 ans  |                 |             |                                     |             |             |             |             |             |                       |
| 26 janvier   | Santa Anita     | États-Unis  | California Cup Derby                |             | 1 700 m     | V. Espinoza | 1er / 10    | 5 ½         | Tamarando             |
| 8 mars       | Santa Anita     | États-Unis  | San Felipe Stakes                   | Gr. 2       | 1 700 m     | V. Espinoza | 1er / 7     | 7 ¼         | Midnight Hawk         |
| 5 avril      | Santa Anita     | États-Unis  | Santa Anita Derby                   | Gr. 1       | 1 800 m     | V. Espinoza | 1er / 8     | 5 ¼         | Hoppertunity          |
| 3 mai        | Churchill Downs | États-Unis  | Kentucky Derby                      | Gr. 1       | 2 000 m     | V. Espinoza | 1er / 19    | 1 ¾         | Commanding Curve      |
| 17 mai       | Pimlico         | États-Unis  | Preakness Stakes                    | Gr. 1       | 1 900 m     | V. Espinoza | 1er / 10    | 1 ½         | Ride On Curlin        |
| 7 juin       | Belmont Park    | États-Unis  | Belmont Stakes                      | Gr. 1       | 2 400 m     | V. Espinoza | 4e / 11     |             | Tonalist              |
| 20 septembre | Parx            | États-Unis  | Pennsylvania Derby                  | Gr. 2       | 1 800 m     | V. Espinoza | 6e / 8      |             | Bayern                |
| 2 novembre   | Santa Anita     | États-Unis  | Breeders' Cup Classic               | Gr. 1       | 2 000 m     | V. Espinoza | 3e / 14     |             | Bayern                |
| 29 novembre  | Del Mar         | États-Unis  | Hollywood Derby                     | Gr. 1       | 1 800 m     | V. Espinoza | 1er / 6     | 2           | Lexie Lou             |
| 2015, 4 ans  |                 |             |                                     |             |             |             |             |             |                       |
| 7 février    | Santa Anita     | États-Unis  | San Antonio Invitational Stakes     | Gr. 2       | 1 800 m     | V. Espinoza | 2e / 9      | 1 ½         | Shared Belief         |
| 28 mars      | Meydan          | Dubaï       | Dubai World Cup                     | Gr. 1       | 2 000 m     | V. Espinoza | 2e / 9      | 2 ¾         | Prince Bishop         |
| 2016, 5 ans  |                 |             |                                     |             |             |             |             |             |                       |
| 10 janvier   | Santa Anita     | États-Unis  | San Pasqual Stakes                  | Gr. 2       | 1 700 m     | V. Espinoza | 1er / 7     | 1 ¼         | Imperative            |
| 25 février   | Meydan          | Dubaï       | Trans Gulf Electromechanical Trophy | Handicap    | 2 000 m     | V. Espinoza | 1er / 8     | 2           | Storm Belt            |
| 26 mars      | Meydan          | Dubaï       | Dubai World Cup                     | Gr. 1       | 2 000 m     | V. Espinoza | 1er / 12    | 3 ¾         | Mubtaahij             |
| 24 juillet   | Del Mar         | États-Unis  | San Diego Handicap                  | Gr. 2       | 1 700 m     | V. Espinoza | 1er / 5     | 1/2         | Dortmund              |
| 21 août      | Del Mar         | États-Unis  | Pacific Classic                     | Gr. 1       | 2 000 m     | V. Espinoza | 1er / 9     | 5           | Beholder              |
| 1er octobre  | Santa Anita     | États-Unis  | Awesome Again Stakes                | Gr. 1       | 1 800 m     | V. Espinoza | 1er / 5     | 2 ¼         | Dortmund              |
| 6 novembre   | Santa Anita     | États-Unis  | Breeders' Cup Classic               | Gr. 1       | 2 000 m     | V. Espinoza | 2e / 9      | 1/2         | Arrogate              |
| 27 mars      | Los Alamitos    | États-Unis  | Winter Challenge Stakes             | Conditions  | 1 700 m     | V. Espinoza | 1er / 10    | 12          | Point Piper           |
| 2017, 6 ans  |                 |             |                                     |             |             |             |             |             |                       |
| 28 janvier   | Gulfstream Park | États-Unis  | Pegasus World Cup                   | Gr. 1       | 1 800 m     | V. Espinoza | 9e / 12     |             | Arrogate              |

## Au haras

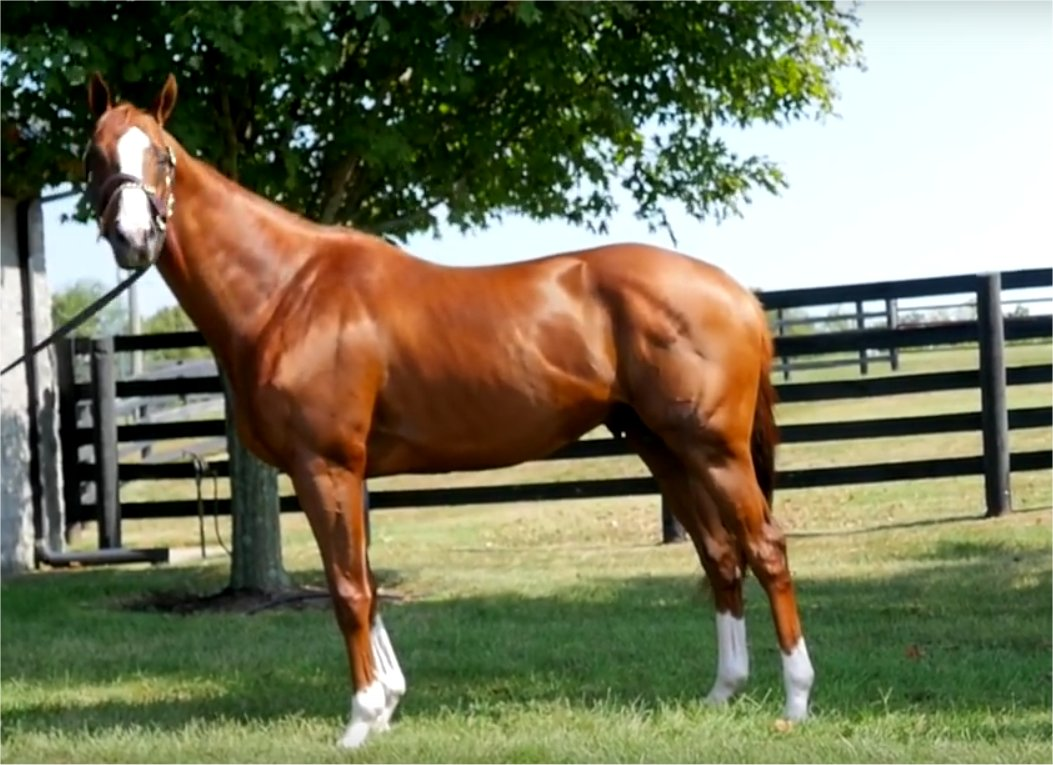
California Chrome à Taylor Made Farm

California Chrome commence sa carrière de reproducteur à Taylor Made Farm à $ 40 000 la saillie, un tarif revu à la baisse en 2019 ($ 30 000). En parallèle, il officie au Chili, à Sumaya Stud. Fin 2019, il est vendu au Japon pour y poursuivre sa carrière, victime d'un pedigree ne suscitant guère d'enthousiasme du côté des éleveurs, une défiance traduite sur le marché des yearlings. Le 18 juillet 2020, il enregistre son tout premier gagnant, un dénommé Sunkar Time, du côté de Krasnodar, en Russie. Le classique Chromium lui apporte un premier succès de groupe 1 au Chili, tandis que Kabirkhan, né aux États-Unis puis exporté en Russie, remporte à Dubaï le Al Maktoum Challenge (Gr.1).  

## Origines
L'exceptionnelle popularité de California Chrome tient pour une bonne part à ses propriétaires, qui ne sont pas issus du sérail, à son état civil californien, loin de la place forte du Kentucky d'où sont issus la plupart des meilleurs chevaux américains, et à ses origines modestes. Son père, Lucky Pulpit, auquel il ressemble beaucoup, ne figura pas tout à fait dans l'élite de sa génération (son meilleur résultat demeurant une deuxième place dans un groupe 2 californien), et ne se révéla comme étalon qu'à la faveur des exploits de son fils (voyant son prix de saillie passer de $ 2 500 à $ 10 000). Il se recommande de son géniteur, Pulpit, reproducteur confirmé, père notamment de Tapit, l'un des étalons les plus chers du parc américain ($ 300 000 la saillie).
Côté maternel, California Chrome est le fils de Love the Chase, une jument acquise pour $ 30 000 dollars à 2 ans, mais qui se révéla peu apte à la compétition, avant d'être réclamée pour $ 8 000. D'une ascendance correcte, elle est issue d'une des plus vieilles familles de l'élevage américain. Après la victoire de California Chrome, ses propriétaires refusèrent une offre de 1,2 million de dollars. Elle a, depuis, donné naissance à deux propres sœurs de California Chrome.

### Pedigree
| Origines de California Chrome, mâle alezan né en 2011 | Origines de California Chrome, mâle alezan né en 2011 | Origines de California Chrome, mâle alezan né en 2011 | Origines de California Chrome, mâle alezan né en 2011 |
| ----------------------------------------------------- | ----------------------------------------------------- | ----------------------------------------------------- | ----------------------------------------------------- |
| Père Lucky Pulpit 2001                                | Pulpit 1994                                           | A.P. Indy                                             | Seattle Slew                                          |
| Père Lucky Pulpit 2001                                | Pulpit 1994                                           | A.P. Indy                                             | Weekend Surprise                                      |
| Père Lucky Pulpit 2001                                | Pulpit 1994                                           | Preach                                                | Mr Prospector                                         |
| Père Lucky Pulpit 2001                                | Pulpit 1994                                           | Preach                                                | Narrate                                               |
| Père Lucky Pulpit 2001                                | Lucky Soph 1992                                       | Cozzene                                               | Caro                                                  |
| Père Lucky Pulpit 2001                                | Lucky Soph 1992                                       | Cozzene                                               | Ride The Trails                                       |
| Père Lucky Pulpit 2001                                | Lucky Soph 1992                                       | Lucky Spell                                           | Lucky Mel                                             |
| Père Lucky Pulpit 2001                                | Lucky Soph 1992                                       | Lucky Spell                                           | Incantation                                           |
| Mère Love the Chase 2006                              | Not For Love 1993                                     | Mr Prospector                                         | Raise a Native                                        |
| Mère Love the Chase 2006                              | Not For Love 1993                                     | Mr Prospector                                         | Gold Digger                                           |
| Mère Love the Chase 2006                              | Not For Love 1993                                     | Dance Number                                          | Northern Dancer                                       |
| Mère Love the Chase 2006                              | Not For Love 1993                                     | Dance Number                                          | Numbered Account                                      |
| Mère Love the Chase 2006                              | Chase It Down 1992                                    | Polish Numbers                                        | Danzig                                                |
| Mère Love the Chase 2006                              | Chase It Down 1992                                    | Polish Numbers                                        | Numbered Account                                      |
| Mère Love the Chase 2006                              | Chase It Down 1992                                    | Chase The Dream                                       | Sir Ivor                                              |
| Mère Love the Chase 2006                              | Chase It Down 1992                                    | Chase The Dream                                       | La Belle Fleur (famille A4)                           |